# Nachaba
Nachaba is een geslacht van vlinders van de familie snuitmotten (Pyralidae), uit de onderfamilie Chrysauginae.

## Soorten
- N. aromalis Schaus, 1904
- N. arouva Schaus, 1904
- N. auritalis Walker, 1857
- N. congrualis Walker, 1859
- N. diplagialis Hampson, 1906
- N. flavisparsalis Warren
- N. fluella Schaus, 1904
- N. funerea Felder & Rogenhofer
- N. nyctalis Hampson, 1906
- N. oppositalis Walker, 1859
- N. reconditana Walker, 1864
- N. tryphoenalis Felder & Rogenhofer
- N. viridis Schaus, 1904